# Pier Luigi Bersani
Pier Luigi Bersani (Bettola, 29 de setembre de 1951), polític italià, va ser secretari del Partit Democràtic, el partit italià de centreesquerra majoritari, de 2009 a 2013. Entre 1993 i 1996 va presidir l'Emília-Romanya. Bersani va ser ministre d'Indústria, Comerç i Artesania de 1996 a 1999, ministre de Transports de 1999 a 2001, i ministre de Desenvolupament Econòmic de 2006 a 2008. Fou el guanyador de les eleccions legislatives italianes de 2013.